# Europæisk mindedag for ofrene for stalinismen og nazismen
Europæisk mindedag for ofrene for stalinismen og nazismen, 23. august, er den europæiske mindedag for ofrene for de totalitære diktaturer. Den blev vedtaget af Europa-Parlamentet i 2009. 23. august skal minde om Molotov-Ribbentrop-pagten, alliancen mellem Sovjetunionen og Nazityskland fra 1939.

## Historie
I april 2008 gennemførte det slovenske EU-formandskab og Europakommissionen European Public Hearing on Crimes Committed by Totalitarian Regimes. Hensigten var at bidrage til at styrke offentlighedens kundskab om totalitære regimer.
Mindedagen 23. august blev foreslået i Praha-erklæringen, som blev undertegnet 3. juni 2008 af Václav Havel og en række andre europæiske politikere og menneskerettighedsforkæmpere under en international konference arrangeret af den tjekkiske regering og senatet, med titlen European Conscience and Communism.
23. september 2008 undertegnede 409 medlemmer af Europaparlamentet, det vil sige et flertal af parlamentsmedlemmerne, en erklæring om proklamation af 23. august som Den europæiske mindedag for ofrene for stalinismen og nazismen.
2. april 2009 vedtog Europaparlamentet (med 533 stemmer for, 44 mod og 33 neutrale) en resolution, som oppfordrede medlemslandene i EU samt andre europæiske lande til at implementere 23. august som den europæiske mindedag for ofrene for stalinismen og nazismen.
3. juli 2009 vedtog Organisationen for Sikkerhed og Samarbejde i Europa (OSCE) Vilnius-erklæringen, som støttede initiativet om at udnævne 23. august som international mindedag for ofrene for totalitarismen og opfordrede OSCEs medlemslande til at bidrage til forøget kundskab om totalitære regimer. I OSCEs resolution foreslået af Slovenien og Litauen hed det, at Europa har oplevet "to totalitære regimer, det nazistiske og det stalinistiske, som var ansvarlige for folkemord, krænkelser af menneskerettigheder og frihed, krigsforbrydelser og forbrydelser mot menneskeheden", og man opfordrede OSCEs medlemslande til at "indtage en fælles holdning mod totalitære regimer uanset deres ideologiske bakgrund", og videre kritiserede man "glorificeringen af totalitære regimer, her under offentlige demonstrationer, som glorificerer nazi- eller Stalin-fortiden".

## Implementering af mindedagen i de enkelte lande
17. juni 2009 indførte Letlands parlament 23. august som mindedag for ofrene for stalinismen og nazismen.
18. juni 2009 ændrede Estlands parlament Loven om offentlige helligdage og mindedage og indførte 23. august som mindedag for ofrene for stalinismen og nazismen.
19. november 2009 indførte Bulgariens parlament 23. august som mindedag for ofrene for forbrydelser begåede af kommunistiske og andre totalitære regimer. Mindedagen blev officielt markeret for første gang i 2010.
21. juli 2010 indførte Georgiens parlament ved en enstemmig vedtagelse som mindedag for den sovjetiske okkupation 25. februar og som  mindedag for ofrene for totalitære regimer 23. august.
EUs institutioner har markeret mindedagen hvert år siden 2009. 23. august 2009, da mindedagen blev markeret for første gang, var 70-årsdagen for undertegnelsen af Molotov-Ribbentrop-pagten.
I Norge foreslog Venstres leder Trine Skei Grande i 2010 at indføre 23. august som officiel mindedag for ofre for totalitære regimer. I følge Jonas Gahr Støre har den norske socialistiske regering ikke "planer om offisiell markering af 23. august som minnedag for ofre for totalitære og autoritære regimer, men jeg vil legge til at jeg mener det er viktig med informasjon om og respekt for disse ofrene som skal markeres denne dagen».

## Oprettelse af dokumentationscenter for ofrene
Europaparlamentets resolution af 2. april 2009 indeholdt også en opfordring til at oprette et fælles europæisk dokumentationscenter og mindesmærke for ofre for alle totalitære regimer og til at øge den økonomiske støtte til sådanne aktiviteter og kritiserede den dårlige adgang til arkiver fra kommunisttiden i en del tidligere kommunistdiktaturer samt opfordrede Europakommisjonen og medlemslandene i EU til at øge støtten til Memorial og lignende organisationer, og understregede nødvendigheden af international straffejustis. Opfordringerne fra Europaparlamentet blev rettede til Europarådet, Europakommissionen, parlamenterne i medlemsstaterne, regeringerne og parlamenterne i kandidatlandene, regeringerne og parlamenterne i lande, som er associerede med den europæiske union, og regeringerne og parlamenterne i medlemslandene af Europarådet.